# Campeonato Regional Centro
El Campeonato Regional Centro fue una competición oficial de fútbol a nivel regional que disputaron desde 1903 los clubes adscritos a la Federación Castellana de Fútbol y sus instituciones predecesoras, quien asumió su organización a partir de 1931 para formalizar y estructurar el fútbol en la región central.
Desde el 13 de octubre de 1913 el torneo iniciado como Campeonato de Madrid, y como Campeonato Regional Centro después, fue auspiciado institucionalmente por la Federación Regional Centro —asociación sucesora de la Asociación Madrileña de Clubs de Foot-ball—. Disputado bajo dos divisiones, desde su edición inicial el campeón de primera categoría era el representante de la región Centro en el Campeonato de España —actual Copa del Rey—. Así pues, adquirió gran importancia entre equipos de la capital y sus alrededores ya que no solo designaba al mejor equipo sino que era a su vez un torneo clasificatorio para la máxima competición nacional.
Con la reconversión de la federación en 1932 a instancias de la Real Federación Española de Fútbol en un esfuerzo por mejorar y reestructurar las competiciones existentes en el país, el organismo de la región centro pasó a denominarse como Federación Castellana de Fútbol. El más notorio cambio fue la inscripción de equipos de la Federación Regional Castellano Leonesa de Clubs de Football, por lo que la competición hubo de cambiar su nombre a Campeonato Mancomunado o supraregional, al igual que hicieron el resto de regiones de España. Esta denominación perduró hasta su desaparición en 1940 debido a la importancia que ya poseían las dos competiciones de índole nacional.
La competición se disputó cada año con la excepción del período del transcurso de la guerra civil española.
El Real Madrid Club de Fútbol fue el equipo más laureado con 23 títulos.

## Historia
En 1903 Carlos Padrós fundó la Asociación Madrileña de Clubs de Foot-Ball, una de las primeras federaciones regionales de fútbol de España y que él mismo presidió en sus primeros meses de vida. Esta asociación fue la encargada de organizar un campeonato regional en la región central de España hasta 1913 como concurso oficial clasificatorio para el Campeonato de España, fecha en la que la Federación Regional del Centro surge para dirigir a los clubes y competiciones de las regiones competentes.
En noviembre, y siguiendo el ejemplo del trofeo celebrado en Cataluña del Torneo del Hispania Athletic Club-Copa Alfonso Macaya —antecedente del que sería el Campeonato de Cataluña—, la Asociación Madrileña puso en marcha su primera edición bajo la denominación de Campeonato de Madrid de Foot-Ball Association. Disputado bajo un sistema de liga, ganó la copa donada por los príncipes de Asturias en su primera edición el Moderno Foot-ball Club, equipo que pocos meses después se fusionó con el Madrid Foot-Ball Club formando el Madrid-Moderno Foot-ball Club.
Las bases por las que quedó fijada su inauguración fueron las siguientes:

BASES DEL CONCURSO

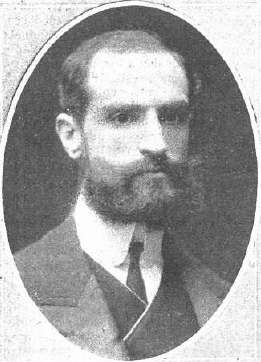
Carlos Padrós, figura fundacional de la competición.

1.º “Podrán tomar parte en este concurso todas las Sociedades adheridas á la Asociación Madrileña de Clubs de Foot-ball.

2.º Las inscripciones se harán antes del 10 de mayo, dirigiéndose al Presidente ó Secretario de la Asociación, detallando los nombres de los jugadores de cada serie en carta firmada por el Presidente de la Sociedad que se inscriba.

3.º Cada Sociedad puede presentar un número ilimitado de series, componiendo cada serie lo menos once jugadores.

4.º Un jugador no podrá pertenecer á más de una serie ni ser suplente de otra.

5.º Durante este concurso no podrá alterarse la categoría de los jugadores.

6.º Terminado un partido se redactará un acta, firmada por los capitanes y juez árbitro, quien la entregará al Presidente ó Secretario de la Asociación antes de las veinticuatro horas.

7.º El Jurado lo nombrará la Asociación y su fallo será inapelable.

8.º Las reclamaciones, si las hubiere, se harán antes de las veinticuatro horas de terminado el partido.

9.º La Asociación entregará un diploma á los equipos que obtengan el primer puesto en cada serie.

10.º La Asociación designará día, campo y hora en que se celebrarán los partidos de este concurso.

11.º Se observarán en este concurso las disposiciones aprobadas por la Asociación, y se jugará con arreglo al último reglamento del Colegio de Referees de Inglaterra.».
Carlos Padrós (Asociación Madrileña de Foot-ball). Primavera de 1903, Madrid.

Desde su nacimiento hasta 1925 se decidió que los diferentes campeonatos regionales fueran un sistema que clasificase para el Campeonato de España —Copa de España—, motivo por el que la primera edición del campeonato castellano fue también conocido como Concurso Clasificación de la Copa del Rey. Siendo este el fin más importante, designaba también, sin embargo, al mejor equipo de la región. Rápidamente destacó el Real Madrid Club de Fútbol, que logró trece títulos, seguido por los cuatro de la Real Sociedad Gimnástica Española.
Durante estos años se empezó a forjar una de las mayores rivalidades futbolísticas de España. Las contiendas entre el Madrid Foot-Ball Club y el Athletic Club de Madrid —entonces un club sucursal y dependiente del Athletic Club bilbaíno— empezaron a forjar una rivalidad histórica. Esta era la única competición en la que podían enfrentarse ya que, debido a su condición de equipo filial del bilbaíno, no podía disputar el Campeonato de España en sus primeros años. Sus enfrentamientos se conocieron décadas después con el sobrenombre del «derbi madrileño». Así pues, encontramos su primera contienda en el Campeonato de Madrid de 1906-07, que terminó con el resultado de 2-1 favorable a los madridistas. Esta edición fue curiosamente anulada por la Federación por el incumplimiento de las normas por todos los contendientes; se desconocen los detalles de la decisión adoptada, pese a que los conjuntos sí le dieron validez.
Antes de que estos encuentros tomasen gran notoriedad, era el Racing Club de Madrid, surgido en 1914 y que tuvo un rápido crecimiento, el equipo que comenzaba a tener una rivalidad con «los blancos» y con la R. S. Gimnástica Española. En su afán por convertirse en el mejor equipo de la región centro, ofrecía a sus futbolistas contratos laborales para que defendiesen su escudo, en lo que se conocía como el amateurismo marrón. Esto propició una denuncia de los madridistas, por la que varios de sus jugadores fueron inhabilitados por la ya existente Real Federación Española, acrecentando así la contienda entre ambos clubes y que fue uno de los detonantes de su desaparición.
Dado que la inscripción para el campeonato nacional era libre, se debía dilucidar qué equipos competirían en ella. En caso de varios contendientes en los primeros años, se debía decidir mediante un torneo clasificatorio previo —a la postre campeonato regional—. Como torneo que daba acceso a la competición nacional, en años sucesivos el campeonato madrileño incorporó a varios equipos a su participación: accedieron dos en 1926 y 1928, tres en 1929, 1931 y 1940, cuatro en 1932 y 1934, cinco en 1933, siete en 1936 y ocho en 1935 debido al crecimiento del Campeonato de España; mientras que en las de 1937 y 1939 no participó ningún equipo de la entonces Federación Castellana de Fútbol. Durante este período y con la desaparición de varios equipos en la capital, fueron el Racing Club y el Athletic de Madrid los que sucedieron como segundo mejor equipo de la capital al equipo gimnástico, con dos y tres títulos respectivamente.
A partir de la temporada 1931-32, la Federación se agrupó con otras regiones como Aragón en primera instancia, para formar la Federación Castellana de Fútbol y cambiar el nombre del torneo debido a las nuevas incorporaciones. En sucesivas ediciones, hasta equipos de Andalucía o la Región de León se adscribieron para ser conocido como un mancomunado o torneo suprarregional.
El último campeonato regional se disputó en 1940, puesto que con el Campeonato de Liga ya funcionando no tenía sentido este torneo regional. Fue el vencedor el Athletic-Aviación Club y conquistó así su cuarto título, por detrás de los 23 logrados por el Real Madrid.

### Denominaciones
A lo largo de la historia el campeonato ha contado con diversas denominaciones. Las de Campeonato de Madrid y Campeonato Regional del Centro fueron las más características. A continuación se listan dichas denominaciones:
- Campeonato de Madrid de Foot-Ball Association (1902-06) Denominación en su creación y primeros años.
- Campeonato Regional del Centro (1906-31) También conocido por su denominación de Campeonato Regional de Madrid.
- Campeonato Mancomunado Centro-Aragón (1931-32) Inclusión de equipos de Aragón, Castilla la Vieja y Castilla la Nueva tras una reorganización de la Real Federación Española de Fútbol de los campeonatos regionales.
- Campeonato Mancomunado Castilla-Sur (1932-34) Participación de equipos de Andalucía, Castilla la Vieja y Castilla la Nueva.
- Campeonato Mancomunado Castilla-Aragón (1934-36) Sustitución de Andalucía nuevamente por Aragón.
- Campeonato Mancomunado Centro (1939-40) Participación de equipos de la Región de León, Castilla la Vieja y Castilla la Nueva.

## Historial
Los clubes que más veces han obtenido el campeonato regional son el Real Madrid Club de Fútbol, con veintitrés torneos —incluyendo el logrado por el The Modern Football Club antes de fusionarse ambos clubes—, seguido por el Club Atlético de Madrid y la Real Sociedad Gimnástica Española con cuatro torneos cada uno. Racing Club de Madrid y Club Español de Madrid con dos campeonatos cada uno cierran el palmarés histórico de la competición siendo los únicos clubes en haberse proclamado vencedores.
Teniendo en cuenta los resultados producidos únicamente desde 1913, fecha en la que se hace cargo de la competición la Federación Regional del Centro es también el Real Madrid C. F. el más laureado con diecisiete títulos en 24 ediciones.
Nombres y banderas de los equipos según la época. En temporadas con sistema de liga se indica como resultado definitorio los producidos entre los dos mejores equipos finales pese a que no fuesen resolutorios.
| Temporada                                                      | Campeón                                       | Resultado                                     | Subcampeón                                    | Notas                                            |
| Campeonato de Madrid de Foot-Ball Association                  | Campeonato de Madrid de Foot-Ball Association | Campeonato de Madrid de Foot-Ball Association | Campeonato de Madrid de Foot-Ball Association | Campeonato de Madrid de Foot-Ball Association    |
| -------------------------------------------------------------- | --------------------------------------------- | --------------------------------------------- | --------------------------------------------- | ------------------------------------------------ |
| 1902-03                                                        | The Modern F. C.                              | Sistema de liga                               | Madrid F. C.                                  | Primer campeonato oficial                        |
| 1903-04                                                        | Club Español de Madrid                        | 1 - 0                                         | Moncloa F. C.                                 | Torneo por sistema eliminatorio                  |
| 1904-05                                                        | Madrid F. C.                                  | 2 - 0                                         | Moncloa F. C.                                 |                                                  |
| 1905-06                                                        | Madrid F. C.                                  | 7 - 0                                         | Internacional F. C.                           |                                                  |
| Campeonato Regional del Centro (Campeonato Regional de Madrid) |                                               |                                               |                                               |                                                  |
| 1906-07                                                        | Madrid F. C.                                  | Sistema de liga                               | —                                             | Torneo anulado por la Federación Madrileña (1)   |
| 1907-08                                                        | Madrid F. C.                                  | Sistema de liga                               | R. S. Gimnástica Española                     |                                                  |
| 1908-09                                                        | Español F. C.                                 | Sistema de liga                               | Athletic de Madrid                            |                                                  |
| 1909-10                                                        | R. S. Gimnástica Española                     | Sistema de liga                               | Español F. C.                                 | Torneo reducido a 3 equipos                      |
| 1910-11                                                        | R. S. Gimnástica Española                     | 0 - 3, 2 - 0 (2 - 1, des.)                    | Madrid F. C.                                  |                                                  |
| 1911-12                                                        | R. S. Gimnástica Española                     | Sistema de liga                               | —                                             | Sin datos                                        |
| 1912-13                                                        | Madrid F. C.                                  | 3 - 2                                         | Athletic de Madrid                            |                                                  |
| Campeonato Regional del Centro                                 |                                               |                                               |                                               |                                                  |
| 1913-14                                                        | R. S. Gimnástica Española                     | 0 - 0, 2 - 1                                  | Athletic de Madrid                            | La FRC sucede a la AMCF como organizador         |
| 1914-15                                                        | Racing Club                                   | Sistema de liga                               | R. S. Gimnástica Española                     | Torneo ampliado a 4 equipos                      |
| 1915-16                                                        | Madrid F. C.                                  | Sistema de liga                               | Racing Club                                   |                                                  |
| 1916-17                                                        | Madrid F. C.                                  | Sistema de liga                               | Athletic de Madrid                            |                                                  |
| 1917-18                                                        | Madrid F. C.                                  | Sistema de liga                               | Athletic de Madrid                            |                                                  |
| 1918-19                                                        | Racing Club                                   | Sistema de liga                               | Madrid F. C.                                  | Torneo ampliado a 5 equipos                      |
| 1919-20                                                        | Madrid F. C.                                  | Sistema de liga                               | Athletic de Madrid                            | Torneo reducido a 4 equipos                      |
| 1920-21                                                        | Athletic de Madrid                            | Sistema de liga                               | Racing Club                                   |                                                  |
| 1921-22                                                        | Real Madrid F. C.                             | Sistema de liga                               | Athletic de Madrid                            |                                                  |
| 1922-23                                                        | Real Madrid F. C.                             | Sistema de liga                               | Athletic de Madrid                            |                                                  |
| 1923-24                                                        | Real Madrid F. C.                             | Sistema de liga                               | Racing Club                                   | Torneo ampliado a 5 equipos                      |
| 1924-25                                                        | Athletic de Madrid                            | Sistema de liga                               | Real Madrid F. C.                             |                                                  |
| 1925-26                                                        | Real Madrid F. C.                             | Sistema de liga                               | Athletic de Madrid                            |                                                  |
| 1926-27                                                        | Real Madrid F. C.                             | Sistema de liga                               | Athletic de Madrid                            | Instaurado sistema de ida y vuelta               |
| 1927-28                                                        | Athletic de Madrid                            | 3 - 1                                         | Madrid F. C.                                  | Torneo ampliado a 6 equipos con desempate final. |
| 1928-29                                                        | Real Madrid F. C.                             | Sistema de liga                               | Athletic de Madrid                            | Torneo reducido a 5 equipos                      |
| 1929-30                                                        | Real Madrid F. C.                             | Sistema de liga                               | Racing Club                                   |                                                  |
| 1930-31                                                        | Real Madrid F. C.                             | Sistema de liga                               | Athletic de Madrid                            | Torneo ampliado a 6 equipos                      |
| Campeonato Mancomunado Centro-Aragón                           |                                               |                                               |                                               |                                                  |
| 1931-32                                                        | Madrid F. C.                                  | Sistema de liga                               | C. D. Madrid                                  | Se adhieren equipos de Aragón                    |
| Campeonato Mancomunado Castilla-Sur                            |                                               |                                               |                                               |                                                  |
| 1932-33                                                        | Madrid F. C.                                  | Sistema de liga                               | Betis Balompié                                | Se adhieren equipos del Sur                      |
| 1933-34                                                        | Madrid F. C.                                  | Sistema de liga                               | Athletic de Madrid                            |                                                  |
| Campeonato Mancomunado Castilla-Aragón                         |                                               |                                               |                                               |                                                  |
| 1934-35                                                        | Madrid F. C.                                  | Sistema de liga                               | Racing de Santander                           | Se adhieren equipos de Aragón                    |
| 1935-36                                                        | Madrid F. C.                                  | Sistema de liga                               | Zaragoza F. C.                                | Récord de campeonatos consecutivos               |
| 1936-37                                                        | No disputado por la Guerra Civil              | No disputado por la Guerra Civil              | No disputado por la Guerra Civil              | No disputado por la Guerra Civil                 |
| 1937-38                                                        | No disputado por la Guerra Civil              | No disputado por la Guerra Civil              | No disputado por la Guerra Civil              | No disputado por la Guerra Civil                 |
| 1938-39                                                        | No disputado por la Guerra Civil              | No disputado por la Guerra Civil              | No disputado por la Guerra Civil              | No disputado por la Guerra Civil                 |
| Campeonato Mancomunado Centro                                  |                                               |                                               |                                               |                                                  |
| 1939-40                                                        | Athletic-Aviación Club                        | Sistema de liga                               | Real Madrid F. C.                             | Se disgregan equipos de otras regiones           |

Nota (1): El torneo de 1902-03 está contabilizado en el palmarés de Real Madrid C. F., aunque fue ganado por el The Modern F. C. antes de ser absorbido por el primero, mientras que el torneo de 1906-07 está contabilizado aunque fue anulado por la Federación Madrileña de Sociedades de Foot-Ball por incumplimiento de las normas respecto a los terrenos de juego.

### Palmarés
| Equipo                            | Títulos | Subcampeonatos | Años campeonatos |
| --------------------------------- | ------- | -------------- | --- |
| Real Madrid Club de Fútbol        | 23      | 6              | 1903, 1905, 1906, 1907, 1908, 1913, 1916, 1917, 1918, 1920, 1922, 1923, 1924, 1926, 1927, 1929, 1930, 1931, 1932, 1933, 1934, 1935, 1936 |
| Club Atlético de Madrid           | 4       | 13             | 1921, 1925, 1928, 1940 |
| Real Sociedad Gimnástica Española | 4       | 2              | 1910, 1911, 1912, 1914 |
| Racing Club de Madrid             | 2       | 4              | 1915, 1919 |
| Club Español de Madrid            | 2       | 1              | 1904, 1909 |
| Moncloa Foot-Ball Club            |         | 2              | |
| Club Internacional de Madrid      |         | 1              | |
| Club Deportivo Nacional de Madrid |         | 1              | |
| Real Betis Balompié               |         | 1              | |
| Racing de Santander               |         | 1              | |
| Real Zaragoza                     |         | 1              | |